# Asplenium perplexum
Asplenium perplexum är en svartbräkenväxtart som beskrevs av Salgado. Asplenium perplexum ingår i släktet Asplenium och familjen Aspleniaceae. Inga underarter finns listade.